# Teoria zmiennych możliwości
Teoria zmiennych możliwości – teoria sformułowana w 1940 r. przez Samuela A. Stouffera. Według niej liczba ludzi migrujących w danym kierunku jest wprost proporcjonalna do liczby możliwości tam istniejących i odwrotnie proporcjonalna do liczby czynników interweniujących.